# Energia orbitale specifica
In meccanica celeste o astrodinamica l'energia orbitale specifica è una delle costanti di moto di un corpo orbitante che rispetta le usuali ipotesi di problema dei due corpi puntiformi (corpo orbitante e attrattore) che seguono la legge di gravitazione universale. Considerando quindi il moto di un satellite o di una sonda attorno ad un attrattore, in assenza di perturbazioni orbitali, l'energia totale specifica {\displaystyle \varepsilon } si conserva. Questa quantità è uno scalare e si misura in J/kg = m2s−2.
Quindi per ogni punto della traiettoria vale la legge di conservazione dell'energia orbitale specifica:
{\displaystyle \varepsilon =\varepsilon _{k}+\varepsilon _{p}={v^{2} \over {2}}-{\mu  \over {r}}}
dove
- {\displaystyle \varepsilon _{p}} è l'energia potenziale specifica dell'orbita;
- {\displaystyle \varepsilon _{k}} è l'energia cinetica specifica dell'orbita;
- {\displaystyle v} è il modulo della velocità orbitale nel punto considerato;
- {\displaystyle r} è il modulo del vettore posizione orbitale nel punto considerato;
- {\displaystyle \mu } è la costante gravitazionale planetaria relativa all'attrattore.

## Analisi energetica per il modello a due corpi
Esprimendo il modulo della velocità in funzione del modulo del momento angolare orbitale specifico e quindi in funzione del semilato retto, è possibile arrivare ad un'espressione dell'energia orbitale specifica come funzione unicamente del semiasse maggiore dell'orbita:
{\displaystyle \varepsilon =-{\mu  \over {2a}}}
dove {\displaystyle a}  è il semiasse maggiore dell'orbita
Quindi:
- per un'orbita ellittica l'energia totale specifica è negativa ({\displaystyle \varepsilon <0});
- per un'orbita parabolica l'energia totale specifica è nulla ({\displaystyle \varepsilon =0});
- per un'orbita iperbolica l'energia totale specifica è positiva ({\displaystyle \varepsilon >0}).